# Singānallūr
Singānallūr är en ort i Indien.   Den ligger i distriktet Coimbatore och delstaten Tamil Nadu, i den södra delen av landet, 2 000 km söder om huvudstaden New Delhi. Singānallūr ligger 391 meter över havet och antalet invånare är 31 239.
Terrängen runt Singānallūr är platt. Runt Singānallūr är det mycket tätbefolkat, med 1 056 invånare per kvadratkilometer. Närmaste större samhälle är Coimbatore, 7,4 km väster om Singānallūr. Trakten runt Singānallūr består till största delen av jordbruksmark.